# شرکت تنباکوی آر. جی. رینولدز
شرکت دخانیات آر.جی. رینولدز (به انگلیسی: R. J. Reynolds Tobacco Company) (مخفف:آر. جی. آر، RJR)، یک شرکت تولید تنباکو آمریکایی است که در وینستون-سیلم ایالت کارولینای شمالی مستقر است و دفتر مرکزی آن در ساختمان آر.جی.آر پلازا است. این شرکت توسط آر.جی.رینولدز، در سال ۱۸۷۵ تأسیس شد و دومین شرکت بزرگ دخانیات در ایالات متحده است (پس از آلتریا). امروزه این شرکت پس از ادغام با بخش آمریکایی بریتیش آمریکن تنباکو در سال ۲۰۰۴، یک شرکت تابعه کاملاً متعلق به شرکت رینولدز آمریکا است.